# 近藤虎五郎

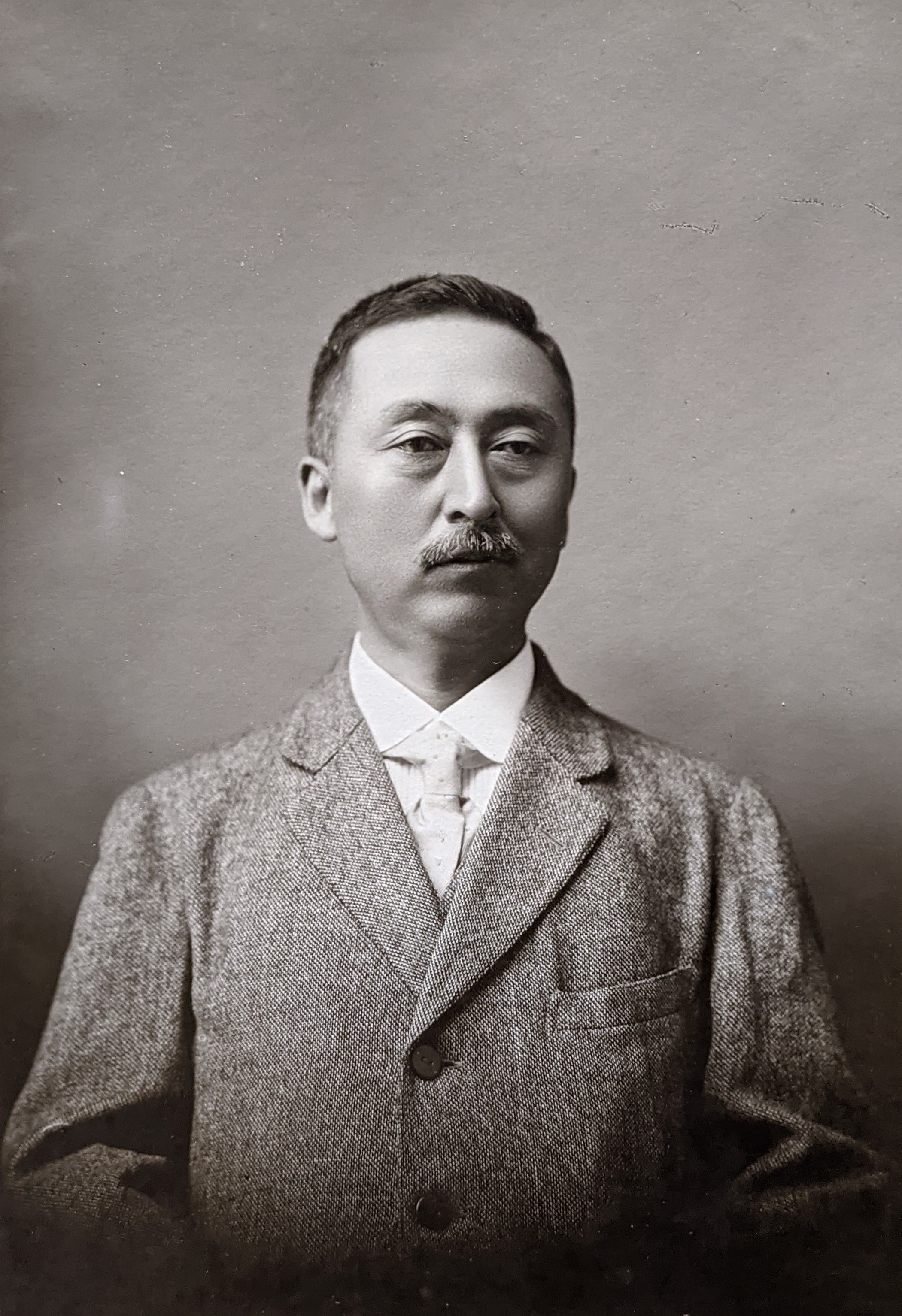
近藤虎五郎

近藤 虎五郎（こんどう とらごろう、1865年7月23日〈慶応元年6月1日〉 - 1922年〈大正11年〉7月17日）は、明治-大正時代の土木技師。戦前前期の土木界を代表する人物の一人。日本初の工学博士。

## 経歴
村上藩士・近藤金彌の長男に生まれ、新潟学校を卒業。1878年（明治11年）9月明治天皇北越御巡行の折、特に学術優秀ということで、目録を贈られている。その後、東京帝国大学工科大学土木工学科に進学。常に主席を通し、特待生として1887年（明治20年）に卒業。私費で2年間米国留学し土木工学の先進技術を学び帰国。1890年（明治23年）内務省土木局に入り内務技師となり、1896年（明治29年）の河川法制定後国費による河川改修工事や湾岸・上下水道の新設工事の監督指導に当たる。なお、国の重要文化財に指定されている1911年（明治44年）竣工の秋田県藤倉ダム（藤倉水源地）は、虎五郎の指導を受けて完成したものである。傍ら、約24年間母校の東京帝国大学教授として土木工学を講義、後進の指導に当たり、鉄道省技師なども兼務した。
虎五郎は、日本に初めて計算尺を紹介した人物の一人でもある。1894年、当時内務省土木課長だった虎五郎は、工学博士廣田理太郎とともに欧米視察に向かい、視察の土産としてドイツ製マンハイム型計算尺を持ち帰った。翌1895年、二人はこれを東京猿楽町の中村測量計器製作所に持ち込み、 国内での大量生産を発注。その設計と生産の担当についたのが、ヘンミ計算尺の生みの親となった逸見治郎（へんみ じろう）であった。当時18歳で入社まもなかった逸見治郎は、当時日本一の目盛り工といわれていたという。逸見は、計算尺の素材によっては、四季それぞれの気候によって目盛りが狂ってしまうことに着目。特に日本の夏季は、温度・湿度が高いことから計算尺の全長や分長が変化してしまうため、桜・黄楊・花梨・マホガニーなど様々な材質で試行錯誤を繰り返し、1909年に日本固有の竹材「孟宗竹」を使用した、竹製の計算尺を完成させる。第一次世界大戦により、それまで世界標準だったドイツ製計算尺の生産が途絶えると、国内外を問わず計算尺の注文が激増。日本製バンブー計算尺として広く名声を博すことになった。電子計算機が普及し始める1970年代までの間、ヘンミ計算尺は世界中で利用され、1960年代後半には、ヘンミ計算尺のシェアが日本で約98％、世界では約80％を占めることもあった。
なお、虎五郎が生まれた村上藩（新潟県村上市）は、「鮭のまち」として知られる。藩の下級武士・青砥武平次（あおと ぶへいじ）が世界ではじめて鮭の「母川回帰性」を発見し、この性質を利用した鮭の天然繁殖法「種川の制」を考案。「種川の制」の導入により、市内を流れる三面川（みおもてがわ）の鮭の漁獲量は飛躍的に増え、村上藩の財政に大きく貢献した。鮭漁により財政が潤った村上藩は、これを財源に藩校・克従館を中心に藩士子弟の教育に大いに力を入れていた。明治に入ると、旧藩士たちが「村上鮭産育養所」（1882年（明治15年））を設立。それまでの天然増殖に加え、人工ふ化にも成功し、莫大な収益を上げることになるが、藩時代の育英の精神を受け継ぎ、小学校や中学校の設立、中でも優秀な藩士の子弟には奨学金を支給し、多くの優れた人材を世に送り出した。村上ではこうした奨学金の恩恵を受け、勉学に励んだ人たちを、やがて村上に帰って郷土の発展に尽くしてくれるだろうという願いをこめて「鮭の子」と呼んでおり、虎五郎もこの「鮭の子」の一人であった。そのほかにも、皇子傅育官長として秩父宮・高松宮の教育係を務めた「三好愛吉」や、乃木希典大将の通訳を務めた外交官「川上俊彦」、法務大臣で中央大学教授の「稲葉修」、雅子皇后の祖父・小和田毅夫などがいる。

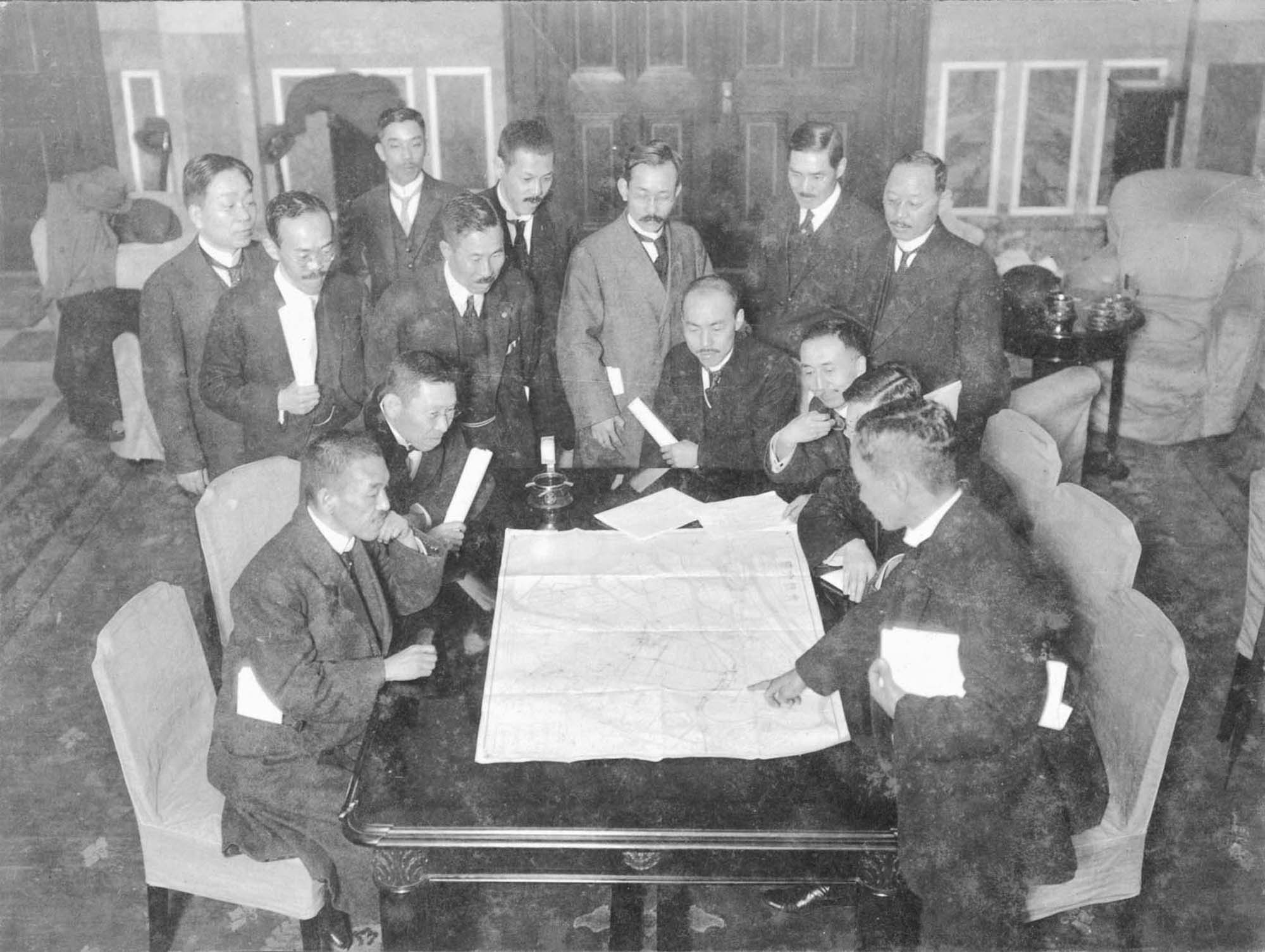
出典：土木学会附属土木図書館　デジタルアーカイブス 土木貴重写真コレクション。左前から岡野昇、原田貞介。中央後、直木倫太郎。右前から3番目、近藤虎五郎。時期詳細不明

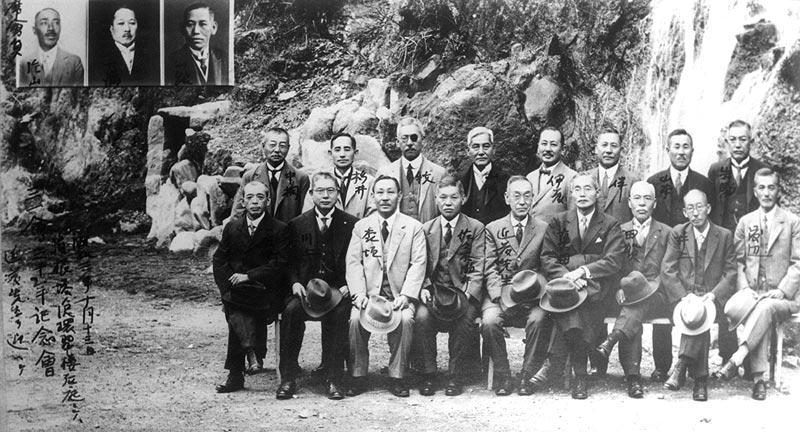
出典：土木学会 真田秀吉 所蔵写真。箱根塔ノ沢環翠楼■庭ニテ 三一会三十年記念会 近藤先生ヲ迎ヘテ 1928年（昭和3年）10月13日。下段左から5番目に近藤虎五郎。6番目に真田秀吉。

## 家族
- 妻は、幕末・明治の国法学者であり、東京大学初代総理でもある加藤弘之の三女・幸子。
- 長男の近藤光之（こんどう みつゆき）は、農学博士で、栄養研究所に勤務[14]。その妻繁子は男爵西村精一の娘[15]。
- 次男は洋画家の近藤光紀（こんどう みつのり）[16]。
- 三男[14]の泰は、高田商会2代目社長の高田釜吉に養子入りしている[17]。

## 来歴
- 1865年（慶応元年）6月1日：村上藩士・近藤金彌の長男として、越後国岩船郡村上本町（新潟県村上市）に生まれる
- 1887年（明治20年）：東京帝国大学工科大学土木工学科を首席で卒業
- 1890年（明治23年）：内務省土木局に内務技師として入省
- 1906年（明治42年）〜1916（大正5年）：東京工科学校、第2代校長を務める[18]
- 1917年〜（大正6年〜）：東京帝国大学工科大学教授を兼任
- 1919年（大正8年）：内務省土木局第一技術課長
- 1922年（大正11年）：東京市臨時下水道調査会委員
- 1922年（大正11年）7月17日：58歳で死去

## 著書
『計算尺』廣田理太郎、近藤虎五郎、中村商店、1895年〈明治28年〉1月 国会図書館デジタルコレクション（国立国会図書館書誌ID：000000468642）